# Universe (videogioco 1994)
Universe è un videogioco sviluppato dalla Core Design nel 1994 per le piattaforme Amiga e DOS.  È un adventure game, un'avventura grafica futuristica, seconda e ultima opera del genere realizzata dalla Core Design dopo Curse of Enchantia, del quale, progettato come sequel, è diventato il "successore spirituale".

## Trama
Il giocatore impersona un giovane di nome Boris Verne, che viene trasportato su un pianetoide sconosciuto in una dimensione parallela dall'invenzione di un suo zio, che egli ha azionato di nascosto e involontariamente. Boris si trova in un universo simile a quello di Star Wars  o dell'Impero Galattico, e lui stesso è considerato al centro di una profezia come distruttore del malvagio Imperatore Neiamises, sovrano di innumerevoli galassie. Nel corso del gioco Boris incontra alleati, nemici ed un gran numero di strani esseri su una varietà di mondi, costruzioni e astronavi.

## Modalità di gioco
Universe è basato su una versione del motore di gioco di Enchantia; le aggiunte più notevoli sono l'introduzione di un numero di colori maggiori e il sistema di dialoghi. L'interfaccia è dotata di un gran numero di "azioni" - c'è anche mangiare, bere, vestirsi, infilare ecc. Ci sono due sequenze arcade nel gioco, fallendo le quali il protagonista va incontro alla morte.